# Xv6
xv6 —  сучасна реалізація операційної системи UNIX v6 для архітектур x86 і RISC-V, написана на ANSI C. Вона використовується в навчальних цілях у MIT в курсі проектування операційних систем (Operating Systems Engineering (6.828 та 6.S081)).
На відміну від GNU/Linux і BSD xv6 досить проста система, щоб вивчити її за один семестр, але при цьому вона містить всі основні ідеї та архітектуру UNIX. Курс побудований не на коді оригінальної UNIX v6, тому що ця система написана на застарілому до-ANSI C і розрахована на 16-розрядні апаратні платформи типу PDP-11.
Одна з цікавих особливостей Makefile xv6 — це можливість представляти лістинг коду програм у форматі PDF. Лістинг коду містить 87 сторінок, включаючи перехресні посилання. Він нагадує оригінальний код UNIX v6, який у схожому вигляді був опублікований в книзі Лайонса.
xv6 також використовувалася в навчальних курсах у Рутгерському університеті, Єльському університеті, Університеті Джонса Гопкінса Університеті Цінхуа.
xv6 була портована для архітектури ARM, а також у неї була додана підтримка віртуальної пам'яті.